# 劉敏 (ダンサー)
劉 敏（りゅう びん、1958年 -）は、中華人民共和国の女性ダンサー、軍人。中国人民解放軍階級は二級文職幹部（現役の少将に相当）。
現職は中国人民解放軍芸術学院舞踏系主任、第七回~第十一回全国政協委員、全国政協科教文衛体委員会委員、中国舞踏家協会副主席、中国文連第七回全国委員会委員、全軍芸術系高級専業職務評審委員会委員、中国国際文化芸術交流中心理事、中華全国婦女基金会理事、北京舞踏学院客員教授、北京国際芸術学校客員教授、西北第二民族学院音楽舞踏系客員教授、安徽省芸術学院客員教授。

## 経歴
- 1958年、安徽省合肥市に生まれた。祖籍は山東省。

- 1994年、夫の中華人民共和国駐米国大使館公使銜文化参賛赴任に伴い、自身もアメリカ合衆国へ赴いた。

- 1999年9月、中国人民解放軍芸術学院舞踏学院副主任に就任。

- 2000年9月、中国紅星舞踏団団長に就任。